# TT271
TT271 (Theban Tomb 271) è la sigla che identifica una delle Tombe dei Nobili ubicate nell'area della cosiddetta Necropoli Tebana, sulla sponda occidentale del Nilo dinanzi alla città di Luxor, in Egitto. Destinata a sepolture di nobili e funzionari connessi alle case regnanti, specie del Nuovo Regno, l'area venne sfruttata, come necropoli, fin dall'Antico Regno e, successivamente, sino al periodo Saitico (con la XXVI dinastia) e Tolemaico.

## Titolare
TT271 era la tomba di:
| Titolare | Titolo       | Necropoli    | Dinastia/Periodo    | Note |
| -------- | ------------ | ------------ | ------------------- | ---- |
| Nay      | Scriba reale | Qurnet Murai | XVIII dinastia (Ay) |      |

## Biografia
Nessuna notizia ricavabile; pur esistendo la rappresentazione della moglie, di questa non viene indicato il nome, oppure è andato perso.

## La tomba
TT271 costituisce la cappella della tomba vera e propria che si trova poco più a nord; è costituita da un'unica sala rettangolare. Sulle pareti: (1 in planimetria) portatori di offerte e un prete che innesca il fuoco a offerte di incenso e resine dinanzi al defunto e alla moglie (di cui non è indicato il nome); su altra parete (2) portatori di offerte e un prete dinanzi al defunto e alla moglie, nonché testi contenenti il cartiglio di Ay. Poco oltre (3), scene di offertorio con il defunto, rappresentato come prete a sua volta. Sulla parete di fondo una nicchia (4) con il defunto inginocchiato su entrambi i lati.

### Annotazioni
1. ↑  La numerazione dei locali e delle pareti segue quella di Porter e Moss 1927, p. 348.
2. ↑  La prima numerazione delle tombe, dalla numero 1 alla 252, risale al 1913 con l'edizione del "Topographical Catalogue of the Private Tombs of Thebes" di Alan Gardiner e Arthur Weigall. Le tombe erano numerate in ordine di scoperta e non geografico; ugualmente in ordine cronologico di scoperta sono le tombe dalla 253 in poi.
3. ↑  I campi della Duat, ovvero l'aldilà egizio, si trovavano, secondo le credenze, proprio sulla riva occidentale del grande fiume.
4. ↑  Nella sua epoca di utilizzo, l'area era nota come "Quella di fronte al suo Signore" (con riferimento alla riva orientale, dove si trovavano le strutture dei Palazzi di residenza dei re e i templi dei principali dei) o, più semplicemente, "Occidente di Tebe".
5. ↑  le Tombe dei Nobili, benché raggruppate in un'unica area, sono di fatto distribuite su più necropoli distinte.
6. ↑  Le note, sovente di inquadramento topografico della tomba, sono tratte dal "Topographical Catalogue" di Gardiner e Weigall, ed. 1913 e fanno perciò riferimento alla situazione dell'epoca.

### Fonti
1. ↑  Gardiner e Weigall 1913.
2. ↑  Donadoni 1999,  p. 115.
3. ↑  Porter e Moss 1927, p. 350.
4. 1 2  Porter e Moss 1927,  p. 350.